# Tommi Siirilä
Tommi Siirilä (ur. 5 sierpnia 1993 w Alajärvi) – fiński siatkarz, grający na pozycji środkowego, reprezentant Finlandii.

## Sukcesy klubowe
Puchar Finlandii:
- 2015, 2016, 2019, 2024[4]

Liga fińska:
- 2015, 2016, 2019
- 2021

Superpuchar Francji:
- 2016

Puchar Francji:
- 2017

Superpuchar Włoch:
- 2017

Puchar Włoch:
- 2018

Liga włoska:
- 2018

Liga Mistrzów:
- 2018

Liga słoweńska:
- 2022[5]